# Суппо II
Суппо (Суппон) II (лат. Suppo II, лат. Suppone II; ум. во 2-й половине IX века) — граф Пармы, Асти и Турина, сын герцога Сполето Адельгиза I.

## Биография
О нём известно довольно мало. Суппо II был близким родственником императрицы Ангельберги (ок. 830 — 896/901), жены короля Италии и императора Людовика II, что упрочило его положение. В состав его владений Суппо II входили Парма, Асти и Турин. Наряду со своим родственником, Суппо III, Суппо II занимал видное положение при дворе императора Людовика II.
Точный год смерти Суппо неизвестен.

## Брак и дети
Имя жены Суппо неизвестно. Известные дети:
- Адельгис II, граф Пармы и Пьяченцы
- Вифред
- Бозо
- Ардинг
- Бертилла (ум. до декабря 915); муж: с 880/890 Беренгар I (ок. 840/845 — 7 апреля 924), маркграф Фриуля с 874, король Италии с 888, император Запада с 916